# Maximilien Philonenko
Maximilien Maximilianovitch Philonenko, né le 27 octobre 1885 à Atkarsk et mort le 3 août 1960 à Coulommiers, est un homme militaire et politique d'origine russe, avocat au barreau de Paris et professeur de droit à l'Université libre de Bruxelles.       

## Origines familiales
Son père, Maximilien Semenovitch Philonenko (né le 22 octobre 1855 à Jytomyr - mort le 2 janvier 1906 à Saint-Pétersbourg) est un ingénieur diplômé de l’Institut polytechnique d’Alexandre II à Kiev. Il est spécialiste dans le domaine du transport ferroviaire, auteur d’ouvrages scientifiques et fait partie du Conseil d’ingénierie du Ministère des Chemins de fer. Il est également directeur des chemins de fer impériaux et engagé dans la construction du Transsibérien. Sa mère est une pianiste amatrice qui meurt fusillée par des révolutionnaires pendant la révolution Russe.    
Il est le cousin de Leonid Kannegisser, poète et révolutionnaire russe, qui assassine Ouritsky en 1918.     

## Jeunesse et formation
Maximilien Philonenko fait ses études aux lycées de Kiev et d'Ekaterinoslav. Sorti du lycée, il suit des études en génie maritime au sein de l'École polytechnique de Saint-Pétersbourg. Il entreprend ensuite des études en génie militaire à l'École de Guerre de Saint-Pétersbourg dont il sort major de promotion. 
Il a épousé en premières noces Sophie Sergueïevna Tchirikova (née le 19 novembre 1891 à Saint-Pétersbourg et morte le 30 juillet 1976 à Farnborough, Hampshire). De ce mariage est né Maximilien le 14 décembre 1917 à Sébastopol, quelques semaines après l’éclatement de la révolution russe. Grand reporter à l’AFP, il meurt en mer du Japon le 27 juillet 1950 alors qu’il couvrait la guerre de Corée.

## Première Guerre mondiale
Pendant la Première Guerre mondiale, il sert d'abord dans l'armée impériale. En 1917, sous le gouvernement provisoire d'Alexandre Kerenski, il est nommé Commissaire de la 8e armée du front du Sud-Ouest, alors sous le commandement de Lavr Kornilov,. Il est alors partisan du Parti socialiste-révolutionnaire de droite. Il est ensuite impliqué dans la révolte initiée par Lavr Kornilov.  
En 1918, il fait partie de l'armée blanche à Arkhangelsk. Recherché par les Bolcheviks, il s'enfuit en France.

## Exil en France
Arrivé à Paris, il reprend des études. Il obtient une licence ès Lettres (section d'histoire) à La Sorbonne et une licence en droit à l'Université de Paris,. C'est à l'université de Paris, dans le cadre du concours de licence de l'année 1925, qu'il obtient le 2e prix en droit romain, ainsi que la 5e mention en droit civil.    
Il obtient la nationalité français en 1926. Par la suite, il épouse Madeleine Isaac, première femme reçue à l'agrégation masculine d'histoire et géographie (1927). Madeleine est la petite-fille d'Alexandre Isaac, homme politique et sénateur de la Guadeloupe. Le couple a deux enfants : Marc Philonenko, historien français, en 1930 et Alexis Philonenko en 1932, philosophe et historien de la philosophie française.   
Après ses études de droit, il devient avocat à la Cour d'appel de Paris. Il est notamment l'un des avocats de Nadine Skobline, aussi appelée la Plévitskaïa, accusée dans l'affaire de l'enlèvement du général Miller.   
Au sein de la Faculté de droit de l'Université de Paris, il écrit une thèse nommée : "La Théorie du Renvoi en Droit comparé" qu'il publie en 1935.  

## Seconde Guerre mondiale
Dès le début de la Seconde guerre mondiale, Philonenko entre dans la résistance. Il écrit notamment des articles de stratégie militaire et participe à la rédaction d'un journal clandestin "La Flamme".
Le 21 juillet 1941, sous le régime de Vichy, il perd sa nationalité française par décret. En 1942, les fonctions publiques lui sont interdites en raison de son appartenance à une obédience maçonnique, la Grande Loge de France.
En 1941, il est arrêté par la police allemande et est brièvement interné au camp de Royallieu à Compiègne. 
En récompense de ses actes, il est nommé officier de l'Ordre de la Couronne et obtient la médaille de la Résistance française, la Croix de Guerre française en 1947.

## Maximilien Philonenko et l'École de Bruxelles
À partir de 1930, il enseigne le Droit international privé à l'Université Libre de Bruxelles. Il dirige le séminaire d'agrégation de droit à partir de 1932 et est également titulaire, de 1933, de la Chaire des Pandectes de l'Université Libre de Bruxelles,.  
Les étudiants du séminaire d'agrégation sont, entre autres : Raymond Vander Elst, René Dekkers, Paul Foriers, Ernest Krings, Raymond Abrahams et Robert Legros. Il dirige les thèses de ses participants, par exemple, de Vander Elst, Foriers et Legros. 
Il crée la notion de "droit naturel positif", qui est, par la suite, reprise par Paul Foriers et approuvée par Chaim Perleman. 
En 1956, il reçoit le titre de professeur honoraire et est déchargé de l'enseignement du droit international privé et de la Chaire des Pandectes. Philonenko continue de diriger le séminaire d'agrégation jusqu'à sa mort, en 1960, à la suite d'une défaillance circulatoire. 

## Ouvrages et publications
- « Le collège des « Officiales Tabularii Legionis », Revue africaine : journal des travaux de la Société historique algérienne, 1928, p. 429-435. En ligne

- « L’expropriation des biens par les Soviets devant la justice allemande », Journal du droit international, Paris, 1929, p. 13-24. En ligne

- « De la réévaluation des créances : Étude jurisprudentielle du droit international privé comparé », Journal de droit international, 1930, p. 1055-1088. En ligne
- « Bulletin de la jurisprudence allemande : Contrebande. Étude jurisprudentielle de droit international privé », Journal du droit international, Paris, 1930, p. 427-454. En ligne
- « Bulletin de la jurisprudence américaine », Journal du droit international, Paris, 1930, p. 232-243. En ligne
- « De L'adoption : Étude jurisprudentielle de droit international privé », Journal du droit international, Paris, 1930, p. 773-781. En ligne
- « L'affaire Forgo (1874-1882): contribution à l'étude des sources du droit international privé français », Journal de droit international, 1932,  p. 281-322. En ligne
- « L’expulsion des Heimatlos », Journal de droit international, 1933, p. 1161-1188. En ligne
- « Le refus d’extradition des terroristes croates », Journal du droit international, 1934, no 11, p. 1157-1169. En ligne
- La théorie du renvoi en droit comparé, Paris, Librairie générale de droit et de jurisprudence, 1935.
- « De la prescription extinctive en droit international privé », Journal de droit international privé, 1936, p. 259-283. En ligne
- « Contribution à la théorie générale d’exécution des jugements étrangers en droit français et belge », Journal du droit international, 1937, p. 429-461. En ligne
- Préface de « Le fonds de commerce et son passif propre, étude de législation et de jurisprudence françaises et belge », de S.F. Grunzweig, Bruylant-LGDJ, 1938.
- Les actes de spoliation et le droit. Alias promenade dans les méandres du droit, 2 volumes, Paris, Société d'édition de la Revue des Loyers, 1946.
- Préface de « L’état de nécessité en droit pénal » de Paul Foriers, Bruxelles, Bruylant, 1951.
- Préface de « L’élément moral dans les infractions » de Robert Legros, Paris, Librairie du Recueil Sirey, 1952.
- Préface de « Les lois de police et de sûreté en droit international privé français et belge. I : Caractères généraux » de Raymond Vander Elst, Bruxelles, Editions du Parthenon, 1956.
- Préface de « La divisibilité du patrimoine et l’entreprise d’une personne » de Frédéric H. Speth, Paris, Librairie générale de droit et de jurisprudence, 1957.